# Багатківці
Бага́тківці — село в Україні, у Золотниківській сільській громаді Тернопільського району Тернопільської області. Розташоване на східному березі річки Стрипа. До вересня 2015 року  адміністративний центр колишньої Багатківської сільської ради. Від вересня 2015 року ввійшло до складу Золотниківської сільської громади. Населення у 2001 році становило 682 особи.
До села було приєднано хутір Воля Глухівська.

## Історія
Перша писемна згадка 11 січня 1473 року. Тоді село було власністю теребовлянського старости Яна Бучацького з Литвинова. В історичних джерелах 1564 і 1581 Багатківці фігурують як містечко. В другій половині 19 століття Багатківці належали галицькому підкоморію Постемському. В 19 століття селом володів граф Бадені[який?], а перед Першою світовою війною — графи Баворовські.
До 1939 в селі діяли українські товариства «Всеукраїнське товариство «Просвіта» імені Тараса Шевченка», «Союз українок», «Відродження».
Розпорядженням Ради міністрів з вилучених частин сільських гмін (самоврядних громад) Багатківці Підгаєцького повіту і Ладичин Тернопільського повіту Тернопільського воєводства 1 липня 1926 р. утворено самоврядну адміністративну гміну Веселівка та включено її до Тернопільського повіту.
1 квітня 1927 р. вилучена частина розпарцельованого фільварку сільської гміни Багатківці і з неї утворена самоврядна гміна Воля Голухівська.
1 серпня 1934 р. внаслідок адміністративної реформи Багатківці та Воля Голухівська включені до новоствореної у Підгаєцькому повіті об'єднаної сільської гміни Семиківці.
На 1 січня 1939-го в селі Багатківці з 1940 жителів було 1770 українців-греко-католиків, 110 українців-латинників, 35 поляків і 25 євреїв, а в селі Воля Голухівська з 340 жителів було 30 українців і 310 поляків.
12 червня 2020 року, відповідно до розпорядження Кабінету Міністрів України № 724-р «Про визначення адміністративних центрів та затвердження територій територіальних громад Тернопільської області» увійшло до складу Золотниківської сільської громади.
19 липня 2020 року, в результаті адміністративно-територіальної реформи та ліквідації Теребовлянського району, село увійшло до складу Тернопільського району.

## Політика

### Парламентські вибори, 2019
На позачергових парламентських виборах 2019 року у селі функціонувала окрема виборча дільниця № 610814, розташована у приміщенні клубу.
Результати
- зареєстровано 411 виборців, явка 85,40%, найбільше голосів віддано за Радикальну партію Олега Ляшка — 18,91%, за «Слугу народу» — 17,48%, за Всеукраїнське об'єднання «Батьківщина» — 16,91%.[9] В одномандатному окрузі найбільше голосів отримав Микола Люшняк (самовисування) — 80,23%, за Володимира Бліхаря (Всеукраїнське об'єднання «Батьківщина») — 5,44%, за Романа Василіцького (Об'єднання «Самопоміч») — 3,44%[10].

## Релігія
- церква святого Юрія (1928; кам'яна).

## Пам'ятники
- Курган Багатківці I[d];

Встановлено:
- кам'яний хрест[d] на честь скасування панщини 1848 (відновллено 1990)
- пам'ятник полеглим у німецько-радянській війні воїнам-односельцям (1969)
- насипана символічна могила[d] УСС (1989).
- Братська могила[d] воїнів Української повстанської армії (18 чол.);

## Соціальна сфера
Функціонують загальноосвітня школа І-ІІ ступенів, клуб, бібліотека, ФАП.

## Відомі люди

### У Багатківцях народилися
- І. Б'єгас — диригент, музикант.
- Юрій Коритко — активість патріархального руху УГКЦ, голова відділу "Патріархального товариства" в місті Баффало, штат Нью-Йорк, США[11].
- Я. Левицький —  релігійний діяч.
- Григорій Цимбала — художник та актор[12].
- В. Якимець — самодіяльний актор і музикант.

### Проживали
- І. Гарник — диригент.
- Юрій Горліс-Горський - український військовий та громадський діяч, письменник.

## Галерея

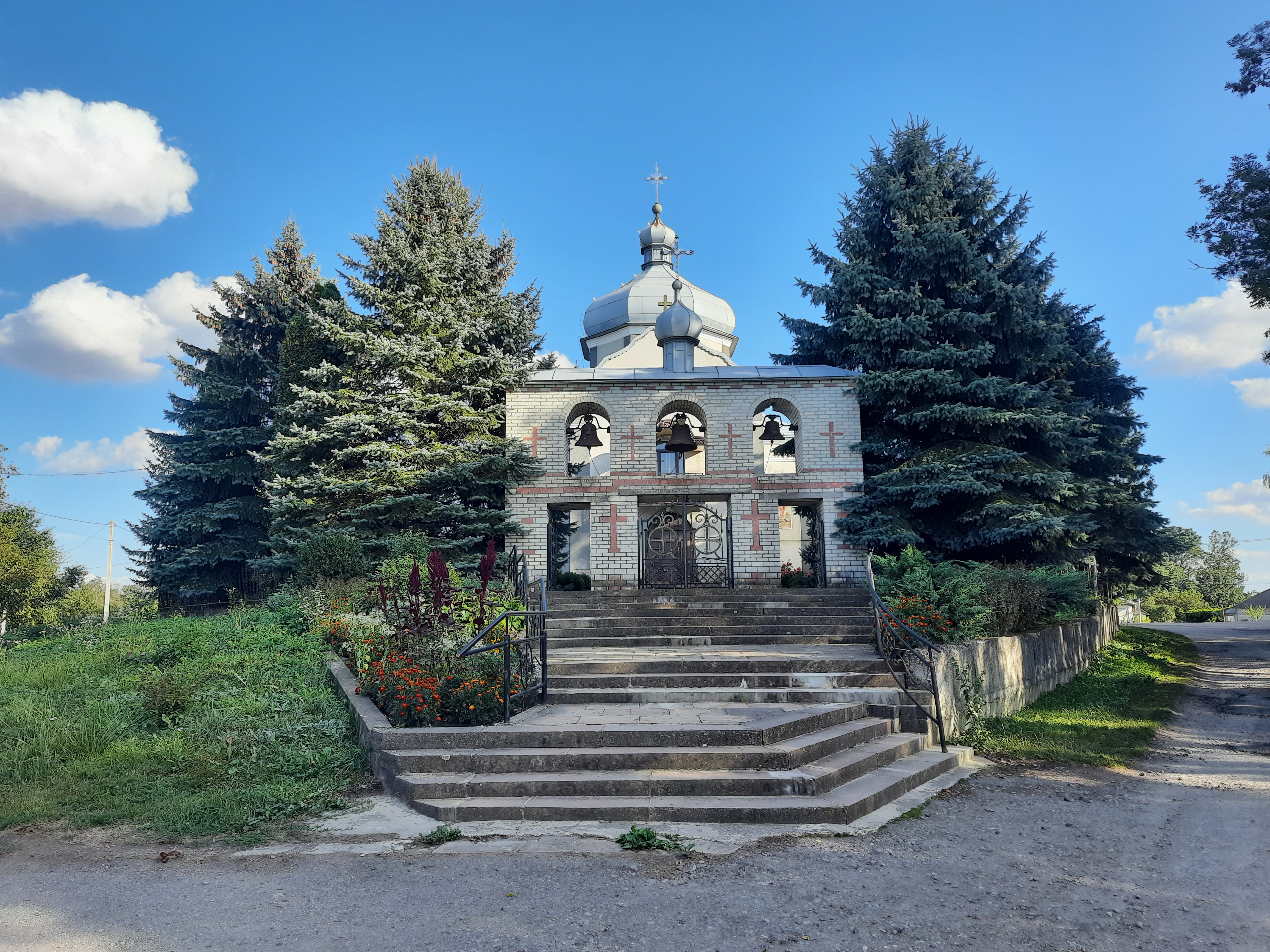
Церква Святого Юрія
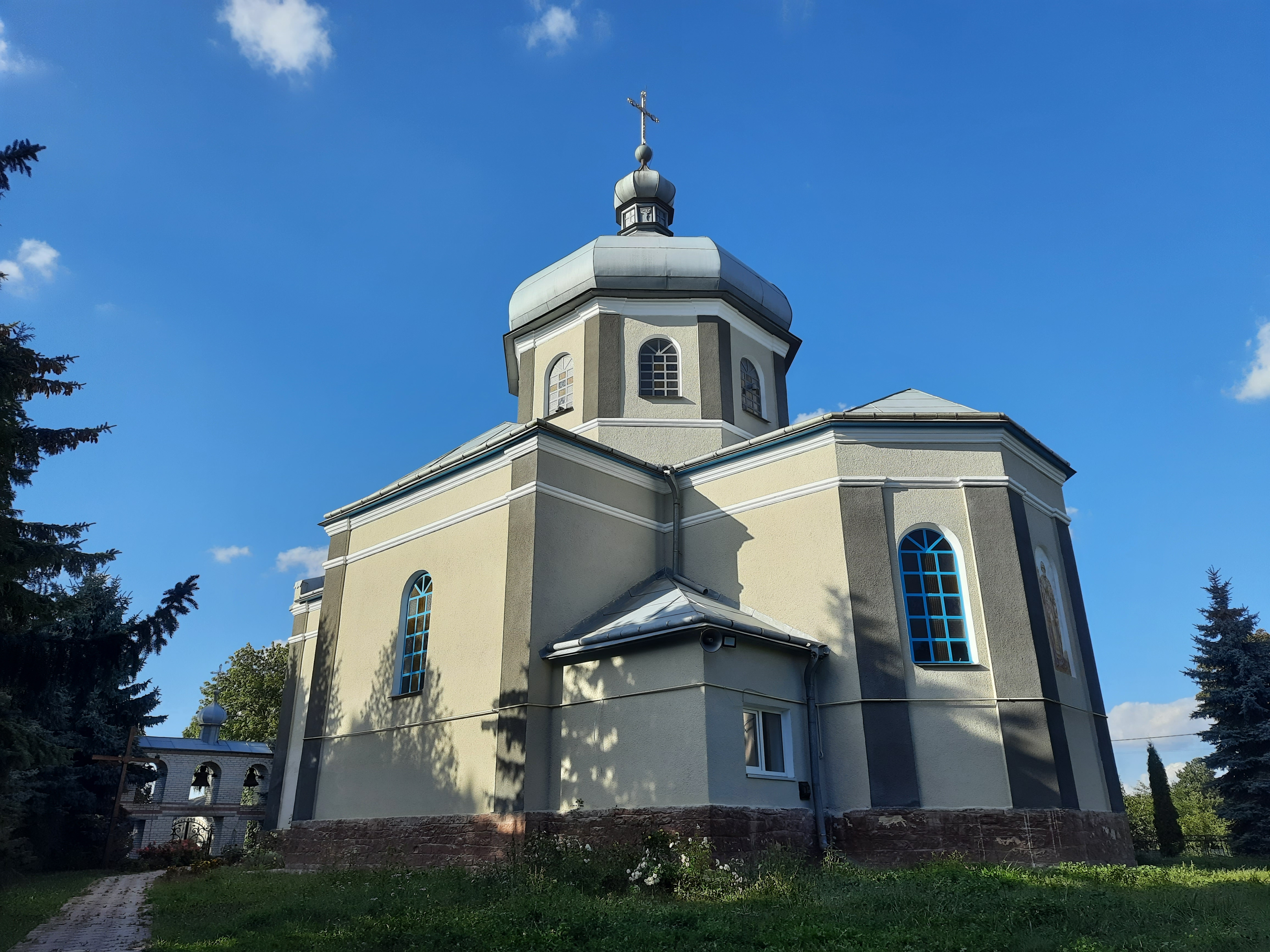
Церква Святого Юрія
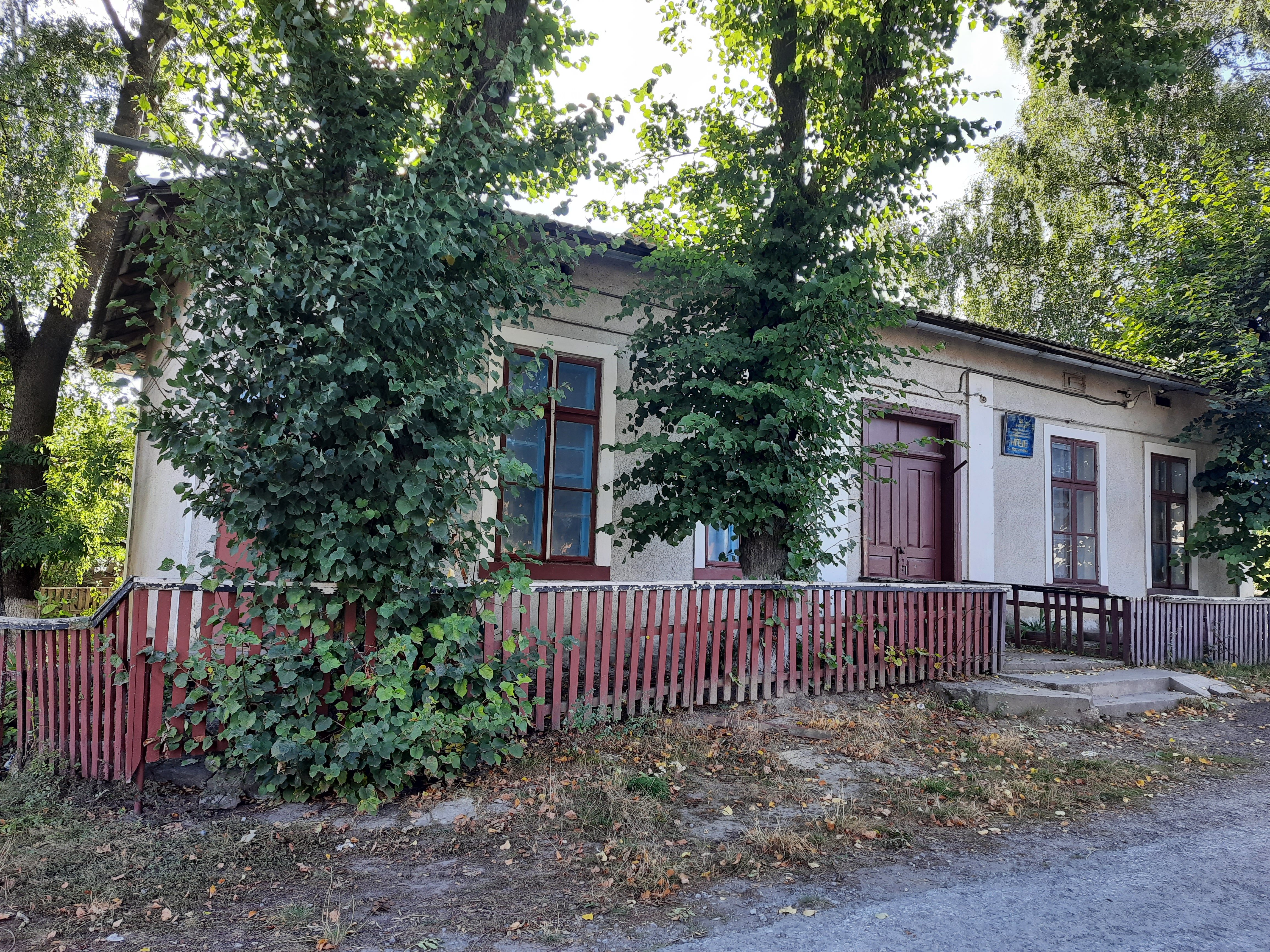
Клуб
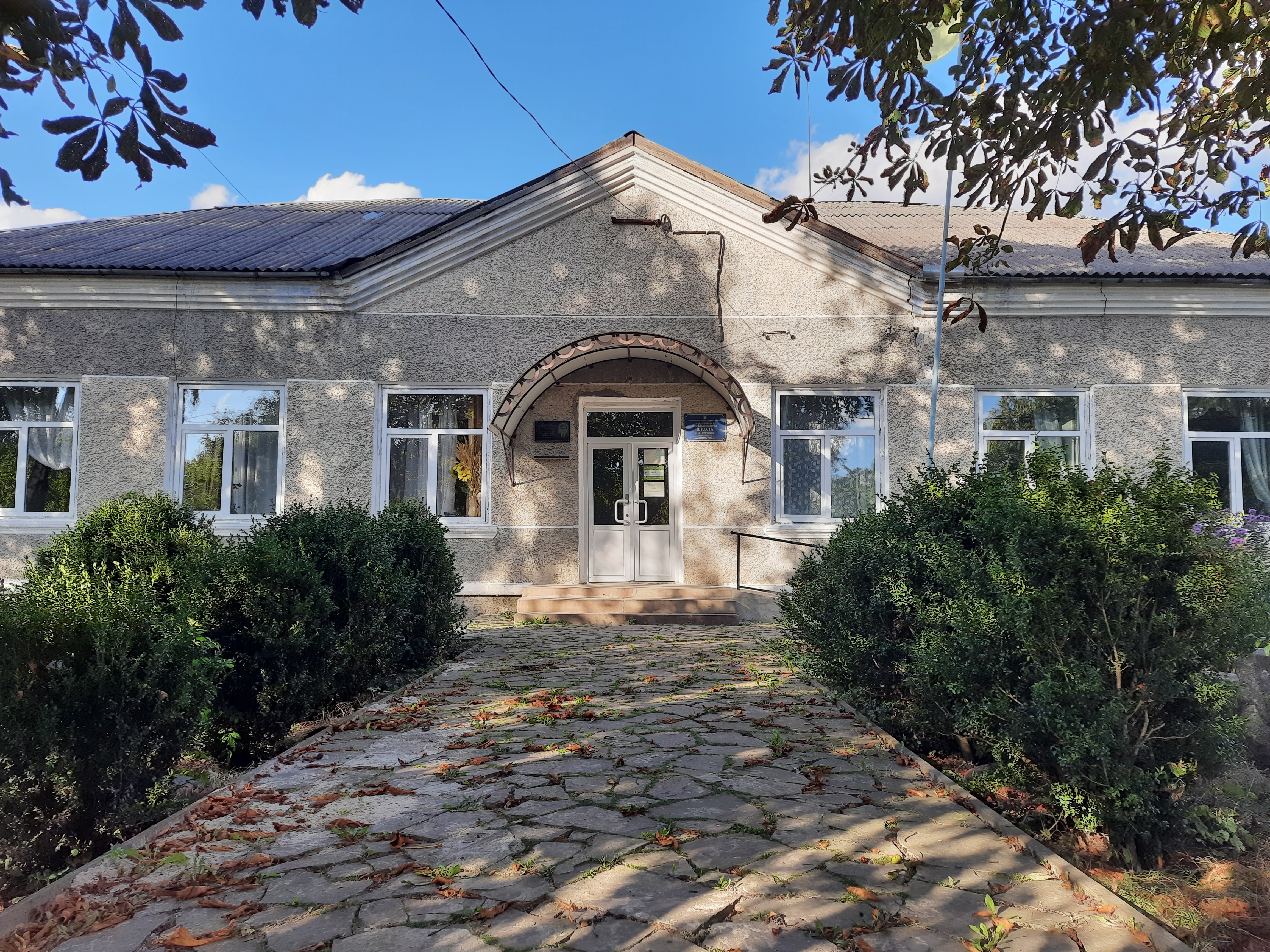
Школа
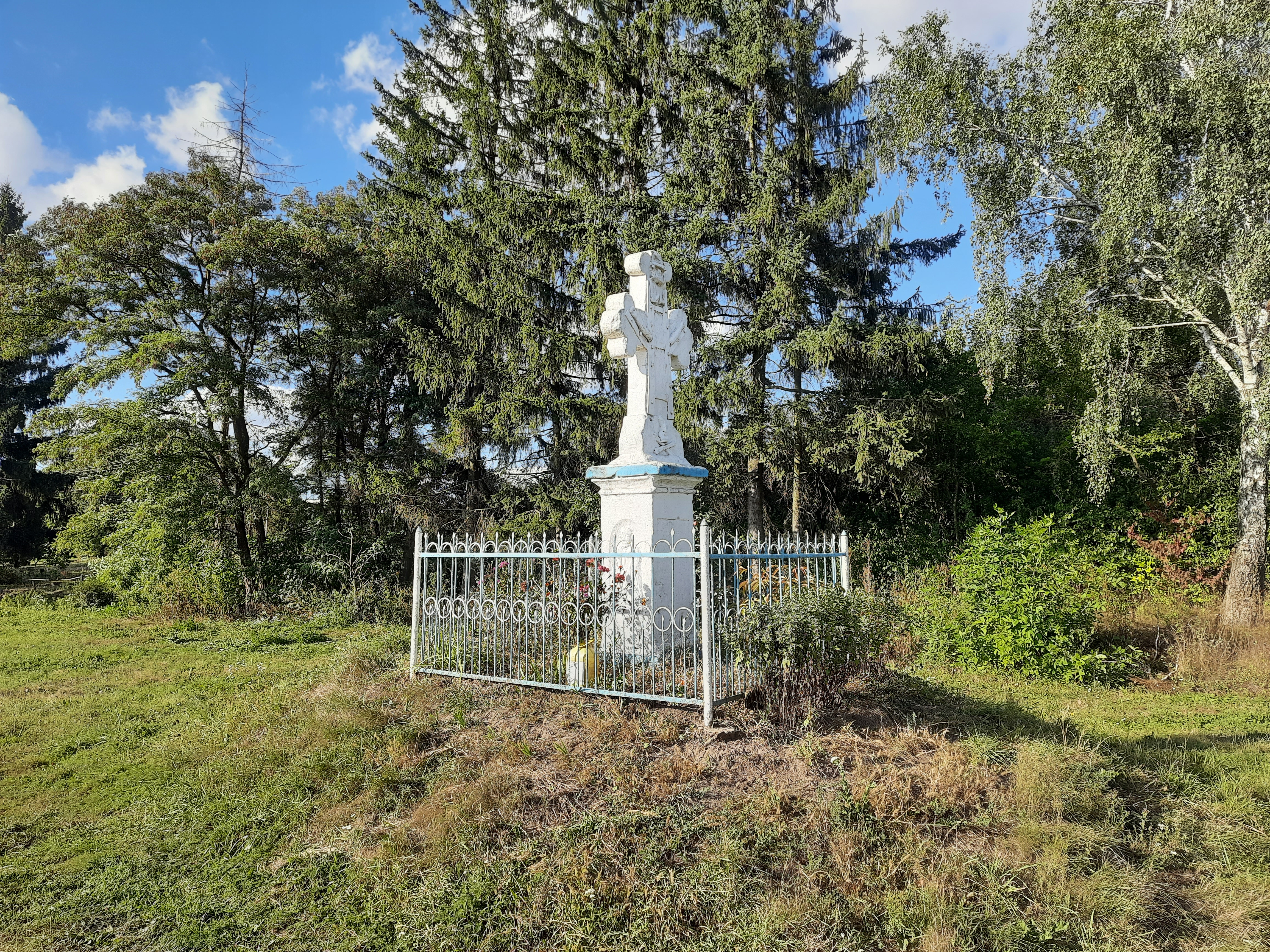
Пам'ятний хрест